# Apomys hylocetes
Apomys hylocetes  (Mearns, 1905) è un roditore della famiglia dei Muridi diffuso sull'isola di Mindanao, nelle Filippine.

## Descrizione

### Dimensioni
Roditore di piccole dimensioni, con la lunghezza totale tra 227 e 260 mm, la lunghezza della coda tra 127 e 152 mm, la lunghezza del piede tra 29 e 34 mm, la lunghezza delle orecchie tra 18 e 22 mm e un peso fino a 45 g.

### Aspetto
La testa è grande e rotonda. Il colore delle parti dorsali è marrone scuro, mentre le parti inferiori sono fulvo-cannella, con un'area biancastra al centro del petto. La schiena e il capo sono cosparsi di peli nerastri. Il muso e la gola sono grigiastri. Le orecchie sono grigie. Le vibrisse sono bianche e nero-brunastre. Gli artigli sono color avorio. Le superfici esterne delle zampe anteriori sono grigie, le mani biancastre. I piedi sono grigiastri sopra e biancastri verso le dita. La coda è più lunga della testa e del corpo, color ardesia sopra e grigio giallastra sotto, l'estremità è bianca ed è ricoperta interamente da circa 16 anelli di scaglie per centimetro.

## Biologia

### Comportamento
È una specie terricola e notturna e crepuscolare. 

### Alimentazione
Si nutre al suolo di semi ed invertebrati.

### Riproduzione
Le femmine danno alla luce un piccolo alla volta.

## Distribuzione e habitat
Questa specie è diffusa nella parte centrale dell'isola di Mindanao, nelle Filippine.
Vive nelle foreste primarie montane a 1.900 metri di altitudine e in foreste muschiose tra 2.250 e 2.800 metri di altitudine.

## Conservazione
La IUCN Red List, considerata l'abbondanza, la presenza in diverse aree protette e la tolleranza alle modifiche ambientali, classifica A.hylocetes come specie a rischio minimo (Least Concern).